# Sycowice
Sycowice (niem. Leitersdorf) – wieś w Polsce położona w województwie lubuskim, w powiecie zielonogórskim, w gminie Czerwieńsk.
W latach 1975–1998 miejscowość administracyjnie należała do województwa zielonogórskiego.

## Nazwa
Do końca II wojny światowej Sycowice nosiły nazwę Leitersdorf.

## Zabytki
Do wojewódzkiego rejestru zabytków wpisany jest:
- kościół ewangelicki, obecnie rzymskokatolicki filialny pod wezwaniem Narodzenia NMP, szachulcowy, z połowy XVIII w., przebudowany w XIX w., otynkowany i częściowo przemurowany w 1991 r. Budowla orientowana, salowa, wielobocznie zamknięta od wschodu. Świątynia posiada dwie kruchty i niewielką wieżę z kopulastym hełmem[4]. Na ścianie kościoła barokowe epitafium Anny Dorothei von Rottenburg (1667-1735), żony Samuela von Kalckreuth[5].